# 마일로 카친스키
마일로 카친스키(영어: Milo Kachinsky)는 스타크래프트 2에 등장하는 테란의 등장인물이다. 테란의 기술자 중에 한명인 인물이 된다.

## 작중 행적
마일로 카친스키는 짐 레이너를 돕는 역할을 하는 기술자이며 두명의 친형으로는 빅터 카친스키, 스타니슬라우스 카친스키가 있다. 짐 레이너가 이끄는 레이너 특공대의 소속으로 활동하며 무기고에서 레이너의 전투순양함인 하이퍼리온을 강화시켜주기도 한다. 마일로 카친스키가 레이너 특공대에 들어간 이유는 자신의 친형들인 빅터 카친스키와 스타니슬라우스 카친스키를 죽인 아크튜러스 멩스크한테 복수하기 위해서이다. 아크튜러스 멩스크가 마일로 카친스키의 찬형들이 되는 빅터 카친스키와 스타니슬라우스 카친스키를 죽인 이유는 마일로 카친스키와 그의 친형들인 빅터 카친스키, 스타니슬라우스 카친스키가 진보된 우주선을 개발하자 아크튜러스 멩스크는 이를 자신한테 위협이 되는 존재로 인식해서 죽인 것이다. 로리 스완은 처음엔 마일로 카친스키가 레이너 특공대에 소속되는 것을 반대했지만 후에 그를 높이 평가하고 신뢰하여 자신의 부하로 받아들였다. 망령의 영웅 유닛인 톰 카잔스키와는 이름이 비슷하지만 두인물은 전혀 관계가 없는 인물이다.

## 같이 보기
- 스타크래프트
- 테란
- 짐 레이너